# ذخیره‌گاه طبیعی دولتی آمودریا
ذخیرهگاه طبیعی دولتی آمودریا (ترکمنی: Amyderýa goraghanasy، آمؽ‌دریا قوْراغ‌حاناسؽ) یک ذخیره‌گاه طبیعی در شمال‌شرقی کشور ترکمنستان و استان لب آب است.
این ذخیره‌گاه در سال ۱۹۸۲ میلادی برای نگهداری و محافظت از بخشی از آمودریا تأسیس شده است. مساحت ذخیره‌گاه ۴۹۵ کیلومتر مربع است.